# Gino Ammersingh
Gino Ammersingh, artiestennaam Crazy G (Paramaribo, 1 juli 1984), is een Surinaams rapper, songwriter en ondernemer. Hij kende meerdere hitsingles en introduceerde een kledinglijn onder de naam Full Bigi Sma. In 2019 bereikte het door hem geschreven Lobi na wan wortu de finale van SuriPop XXI.

## Biografie
Gino Ammersingh nam zijn artiestennaam Crazy G aan in 2010. Datzelfde jaar werd Full Bigi Sma zijn tweede hitsingle, met een nummer 1-notering bij verschillende lokale radiostations. Hierop startte hij een lijn met bedrukte T-shirts, en later ook onder andere rugzakken, petten, hoesjes en polsbandjes. In 2011 bracht hij een remix van het nummer uit en organiseerde hij een Full Bigi Sma Dey in Kraka, nabij Zanderij. Daarnaast begon hij zijn artikelen zondags te verkopen op de Tourtonnemarkt en zette door het succes vervolgens een winkeltje op in de UnMall. Het intellectueel eigendom op de naam liet hij officieel vastleggen.
Ondertussen kwam hij met vervolgsingles, waaronder Kus van verraad (2015), Crisis geen boodschappen (2017) en Wan dey (2020), en ging samenwerkingen aan zoals met LSD (No spang in this life, 2015) en als onderdeel van Artiesten Kon Makandra Suriname (2017). In 2014 figureerde Clinton Kaersenhout in een van zijn videoclips.
Voor SuriPop XXI bereikte hij met zijn lied Lobi na wan wortu de finale. Het festival werd echter afgelast vanwege de corona-uitbraak. Verder schreef hij de tekst voor de danstheatervoorstelling Roots on roots (2020).